# Longoeuops amethystinus
Longoeuops amethystinus es una especie de coleóptero de la familia Attelabidae.

## Distribución geográfica
Habita en Singapur y Malasia.